# Bureau voor Rechtshulp

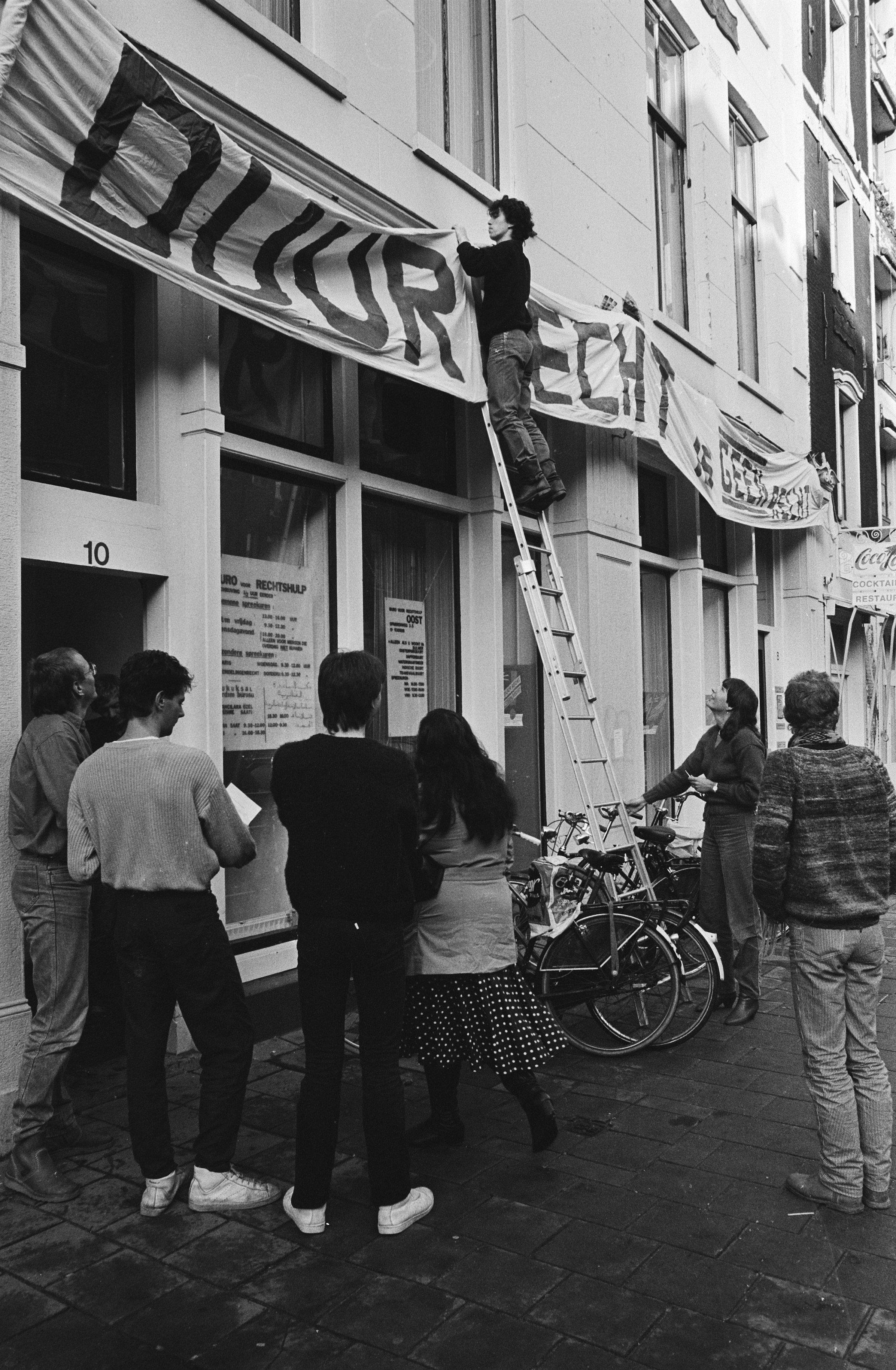
Bureau voor Rechtshulp aan de Spuistraat in Amsterdam voert een stiptheidsactie tegen aangekondigde bezuinigingen en wordt gesierd met een spandoek: "Duur recht is geen recht", 1982

Het Bureau voor Rechtshulp was een door de overheid gefinancierde organisatie voor laagdrempelige juridische hulp en rechtsbijstand, waar geschoolde gespecialiseerde juristen kort gratis advies gaven aan mensen uit de lage- en middeninkomens op de rechtsgebieden die voor hen het meest van belang waren: huurrecht, arbeidsrecht, socialezekerheidsrecht, consumentenrecht en vreemdelingenrecht. De instelling bestond van 1970 tot 2003 en ging toen op in Het Juridisch Loket.

## Geschiedenis
In juni 1970 publiceerde juridisch studentenblad Ars Aequi het zogenaamde Zwarte Nummer, getiteld ‘De balie: een leemte in de rechtshulp’. Er werd een leemte gesignaliseerd in rechtsbijstand door de advocatuur aan mensen met lagere inkomens. Het Nederlands rechtsstelsel werd de facto ontoegankelijk geacht voor grote groepen rechtszoekenden. Wanneer het financiële belang van een juridisch conflict geringer was dan de te verwachten kosten van een advocaat, werd in de regel geen juridische bijstand gevraagd. Daar kwam bij dat veel problemen waren op te lossen in goed overleg, na een telefoontje of korte brief. Dergelijke eenvoudige juridische hulpverlening, aangeduid als eerstelijnsrechtshulp, werd volgens de auteurs van Ars Aequi node gemist.
Naar aanleiding van de gegeven analyse en constatering richtten rechtenstudenten in diverse universiteitssteden een zogenaamde rechtswinkel op, naar Amerikaans voorbeeld, waarbij door middel van het aanbieden van gratis rechtshulp deze leemte daadwerkelijk aangetoond kon worden. De spreekuren waren overvol.

## Bureaus voor Rechtshulp
De overheid reageerde met de oprichting van de Bureaus voor Rechtshulp als vervanging van de bureaus van consultatie. Mensen met lagere inkomens, ook sociale minima genoemd, konden er terecht voor gratis juridisch advies en kortdurende hulpverlening op het gebied van onder meer huurrecht, arbeidsrecht, socialezekerheidsrecht en consumentenrecht. Bleek een kwestie niet in onderleg te kunnen worden opgelost en was de hulp van een advocaat nodig, kon via het Bureau voor Rechtshulp een zogenoemde toevoeging worden verkregen. Dat was een toezegging voor gefinancierde rechtsbijstand waardoor on- en minvermogenden gebruik konden maken van de diensten van een advocaat en daarvoor slechts een lage eigen bijdrage verschuldigd waren. De overheid vergoedde de advocaat een bepaald bedrag voor de verrichte werkzaamheden. Hier had het Bureau voor Rechtshulp een selectie- en doorverwijsfunctie.
Tegelijkertijd kwam de sociale advocatuur op, waarbij advocaten zich geheel of voor een belangrijk deel toelegden op hulpverlening in dergelijke zogenoemde toevoegingszaken. Ze kozen daarbij veelal consequent de kant van de partij in een juridisch conflict die structuteel bezien een zwakker rechtspositie had, de huurder, werknemer of consument.
Later werd door de overheid de Raad voor Rechtsbijstand opgericht, die de aanvragen om gefinancierde rechtsbijstand beoordeelde en de eigen bijdrage vaststelde.
Op 18 november 2003 gaf de Tweede Kamer toestemming voor herziening van de Wet gefinancierde Rechtsbijstand.  2002 besloot de overheid, ondanks de succesvolle functie van de Bureaus voor Rechtshulp, om in heel Nederland alle Bureaus voor rechtshulp op te heffen en te vervangen door het Juridisch Loket. Daarnaast was de bedoeling een groot aantal nieuwe sociale advocatenkantoren op te richten. De activiteiten van het Juridisch Loket blijven beperkt tot informatie en advies, voor verdere rechtsbijstand is de advocaat, naar wie in een vroeg stadium verwezen moet worden.